# Jardin de l'Abondance
Le jardin de l'Abondance est un espace vert situé dans l'Hôtel national des Invalides du 7e arrondissement de Paris, en France.

## Situation et accès
Le jardin est accessible par le 2, avenue de Tourville et par le boulevard des Invalides.
Il est desservi par la ligne 13 à la station Saint-François-Xavier.

## Historique
Le jardin est créé en 1987.